# Jean Le Féron
Jean Le Féron, né en 1490 à Compiègne et mort à Paris vers 1565, est un avocat, héraldiste, généalogiste et historien français. Il est l'auteur du premier armorial imprimé en France.

## Biographie
Jean Le Féron naît à Compiègne en 1490,. Il est le fils de Simon Le Féron, capitaine de la compagnie des ordonnances du comte de Tuillière, et de son épouse Méline Thibault.
Après des études de droit, il devient avocat au Parlement de Paris.
Amateur de livres, il rassemble dans son hôtel parisien une riche bibliothèque, qui compte plus de 800 volumes.
Passionné d'héraldique, Le Féron consacre son temps libre à la réalisation d'armoriaux manuscrits destinés à François Ier ou à son entourage. Il prépare également la publication d'un recueil de six Catalogues publiés en 1555 par l'imprimeur Michel de Vascosan. Illustré de plus de 400 bois gravés, ce livre est considéré comme le premier armorial imprimé en France.
Après la publication de ces armoriaux, Le Féron reçoit d'Henri II une charge d'historiographe du roi. Il fréquente d'autres juristes historiens, notamment Étienne Pasquier ou Jean du Tillet.
D'après La Croix du Maine, il est encore en activité en 1564. Il meurt à Paris avant 1569. Il est inhumé dans le cimetière de l'église Sainte-Opportune.

## Œuvres
Le Féron a réalisé de nombreux manuscrits, parmi lesquels : 
- Le Blason des Armoiries, offert à François 1er en 1520 (bibliothèque de l'Arsenal, ms. 5255 ; numérisé sur Gallica).
- Le Recueil des divises et blason d’armoiries (BnF, collection Philipps, NAF 20231). D'après R. Jimenes, ce manuscrit pourrait être le brouillon du "recueil des blasons et armoiries presentees au Roy l’an 1522" mentionné dans l'inventaire de 1548.
- De la primitive institution des roys, herauldz et poursuivans d’armes, manuscrit offert à Galliot de Genouillac le 1er mai 1533 (Princeton University Library, ms. 58)
- Histoire de la maison d’Harcourt, offert à Claude de Rieux, comte d'Harcourt (copie tardive conservée à la BnF, ms. français 5473 ; numérisé sur Gallica)
- Simbol armorial de France et d’Escosse, composé vers 1544 (d'après La Croix du Maine)
- Généalogie de la maison de Sanzay, offerte au chambellan René de Sanzay, superintendant des fortifications du royaume, en 1560 (dont il existe plusieurs copies)

Le Féron a fait imprimer un recueil de six Catalogues en 1555, qui est considéré comme le premier armorial imprimé en France : 
- Catalogue des tresillustres ducz et connestables de France. - Paris : Michel de Vascosan, 1555 (numérisé sur les BVH)
- Catalogue des tresillustres grands-maistres de France. - Paris : Michel de Vascosan, 1555 (numérisé sur les BVH)
- Catalogue des illustres mareschaulx de France. - Paris : Michel de Vascosan, 1555 (numérisé sur les BVH)
- Catalogue des tresillustres admiraulx de France. - Paris : Michel de Vascosan, 1555 (numérisé sur les BVH)
- Catalogue des tresillustres chanceliers de France. - Paris : Michel de Vascosan, 1555 (numérisé sur les BVH)
- Catalogue des prevost de Paris. - Paris : Michel de Vascosan, 1555 (numérisé sur les BVH)R

- De la Primitive institution des roys, hérauldz et poursuivans d'armes. - Paris : Maurice Menier, 1555
- Le simbol armorial des armoiries de France, & d'Escoce, & de Lorraine. - Paris : Maurice Menier, 1555